# Agathias z Myriny
Agathias z Myriny (532 – 580/594) byl byzantský epigramatik a historik.

## Život
Narodil se kolem roku 532 v Konstantinopoli. Po studiu práv v Alexandrii působil jako curator civitatis ve Smyrně. Následně se usadil v Konstantinopoli, kde patřil k úspěšným právníkům. Kromě toho se zabýval také básnickou tvorbou a stýkal se s předními literáty. Jeho básnickou prvotinou byla Dafniaka – sbírka erotických mýtů, které sepsal v hexametru. Ta se však do současnosti nedochovala, stejně jako řada jeho dalších děl. Někdy kolem roku 560 vydal sbírku epigramů Kyklos, jejichž autory byli jeho přátelé. Dnes se tato sbírka řadí k vrcholům básnické tvorby 6. století. Do současnosti se z ní dochovalo přibližně 100 epigramů, které se nacházejí ve sbírce Anthologia Palatina. Po smrti císaře Justiniána I. roku 565 se rozhodl pokračovat v díle Prokopia z Kaisareie. Sepsal tak pětisvazkovou knihu Historie, v níž vylíčil události z let 552-559. Ústředním tématem tohoto jeho díla se stal byzantský generál Narses – zabýval se především jeho vojenskými taženími. Dále se také zaměřoval na společenské a kulturní podmínky v říši a další události, naopak se nezabýval církevnímu záležitostmi a spory.